# Normobária

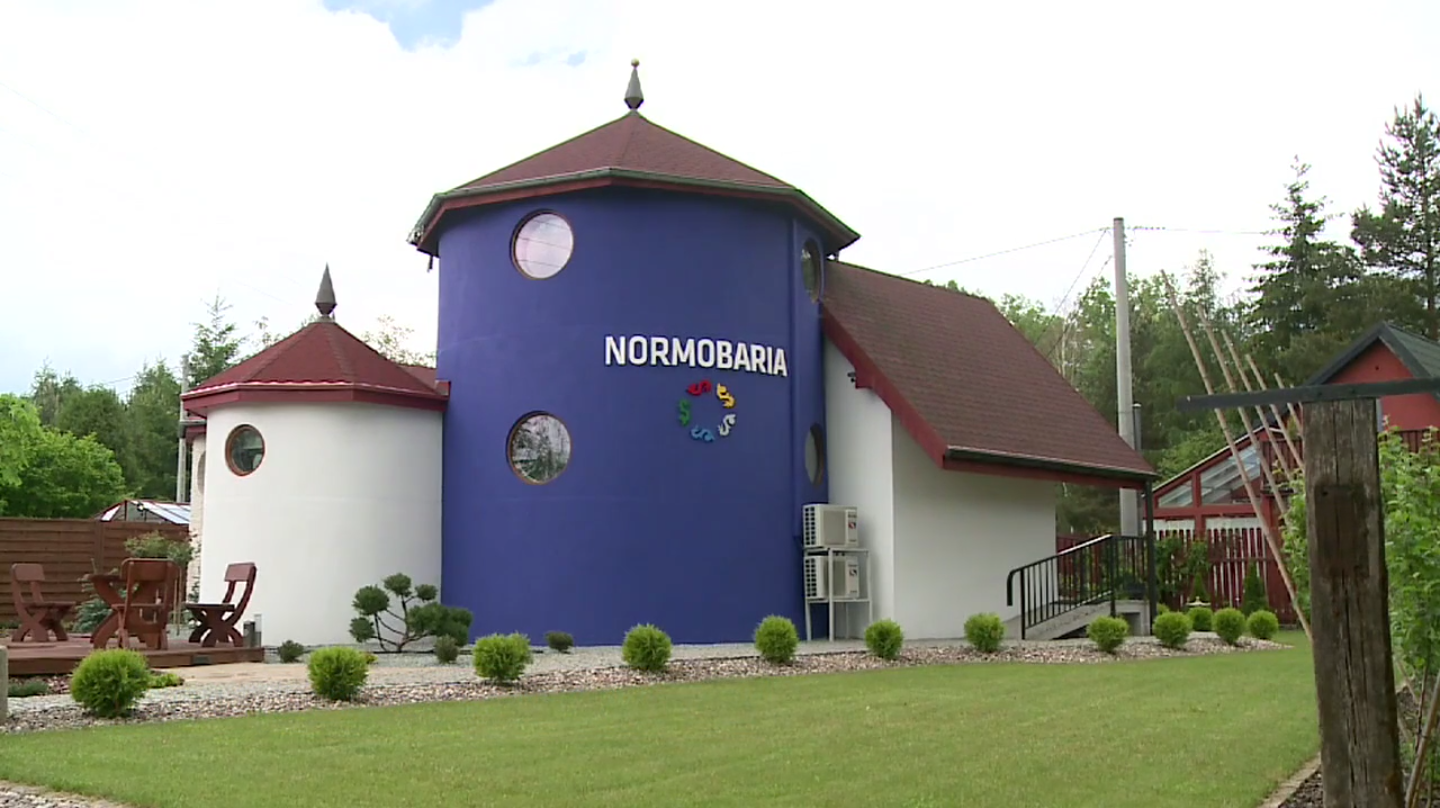
La primera casa con la inscripción "normobárica" (porque todas las casas ordinarias de la Tierra son normobáricas), construida por doctor Jan Pokrywka en 2013 en Szalejów Górny

Normobária: término que significa presión atmosférica, que tiene valores entre hiperbaria e hipobaria.
El nombre normobaria también se usa mal  para describir la atmósfera utilizada en las cámaras de presión (de hiperbaria) . Normalmente, las condiciones en este tipo de cámaras son: 1500 hPa, concentraciones de conversión de 35-40% O₂, 1-3% CO₂ y 0,5% hidrógeno. Estos parámetros son similares a la "oxigenoterapia hiperbárica suave", que se considera una forma más suave y segura de oxigenoterapia.

## Mecanismo de acción
Estar en un ambiente con una mayor concentración de oxígeno conduce a un aumento de los niveles de oxigenación de la sangre, y el aumento de la cantidad de dióxido de carbono utiliza el efecto Bohr para reducir la afinidad de la hemoglobina por el oxígeno, facilitando su entrega a las células. Más hidrógeno molecular aprovecha sus propiedades antioxidantes para neutralizar los radicales hidroxilo libres y reducir la inflamación.
Este tipo de entornos se generan en estructuras específicamente diseñadas, conocidas como cámaras o cápsulas normobáricas. El componente central de estas cámaras es un tanque, el cual se segmenta en dos áreas principales: una esclusa y la cámara principal. La esclusa sirve como una zona de transición donde se efectúa un ajuste controlado de la presión, ya sea aumentándola (compresión) o disminuyéndola (descompresión). Esta área actúa como un vestíbulo preparatorio, permitiendo al organismo adaptarse progresivamente a las condiciones de presión normobárica. La terapia de oxígeno, o oxigenoterapia, se lleva a cabo dentro de la cámara principal, la cual está diseñada para asemejarse a un entorno confortable y familiar, similar al de un apartamento convencional. Hay sillones, camas, equipos de TV y audio y otros equipos de relajación. Las condiciones en la cámara normobárica se establecen desde el nivel de la esclusa mediante un panel integrado con automatización avanzada.

## Impacto en el cuerpo humano.
El aumento de la presión atmosférica y/o el aumento de la concentración de oxígeno pueden aumentar el contenido de oxígeno, especialmente el disuelto en el plasma sanguíneo. La exposición a oxígeno hiperbárico suave con una concentración de 1250 a 1500 hPa y un contenido de oxígeno del 35 al 40 % puede ser útil en enfermedades relacionadas con el estilo de vida (hipertensión o diabetes tipo 2); la mayoría de los estudios se realizan en organismos modelo.
En un estudio de un grupo.en personas que permanecían en una atmósfera normobárica con una mayor proporción de oxígeno, se encontraron diferencias estadísticamente significativas entre los valores de algunas de las funciones cognitivas medidas (procesamiento de información visual, atención, memoria verbal episódica), así como todas estas funciones, juntas  De los parámetros bioquímicos probados (estrés oxidativo y niveles de neurotrofina), también se mostraron cambios en los valores de la mayoría de ellos, por ejemplo, superóxido dismutasa de cobre-zinc (CuZn-SOD-1), óxido nítrico sintasa 2 (NOS-2) y neurotrofina -4 (NT 4), pero no óxido nítrico sintasa 3 (NOS-3) y neurotrofina-3 (NT 3). También se midieron muchos otros parámetros hemodinámicos y autónomos del sistema cardiovascular (generalmente sin cambios) y la composición corporal (disminución del peso corporal y del tejido adiposo y aumento de la densidad ósea).